# Kyzyl
Kyzyl (tuvinsky i rusky Кызы'л) je město ležící v Ruské federaci a hlavní město Tuvinské republiky. Kyzyl znamená v tuvinštině červenou barvu (stejně jako v mnoha dalších turkických jazycích).

## Historie

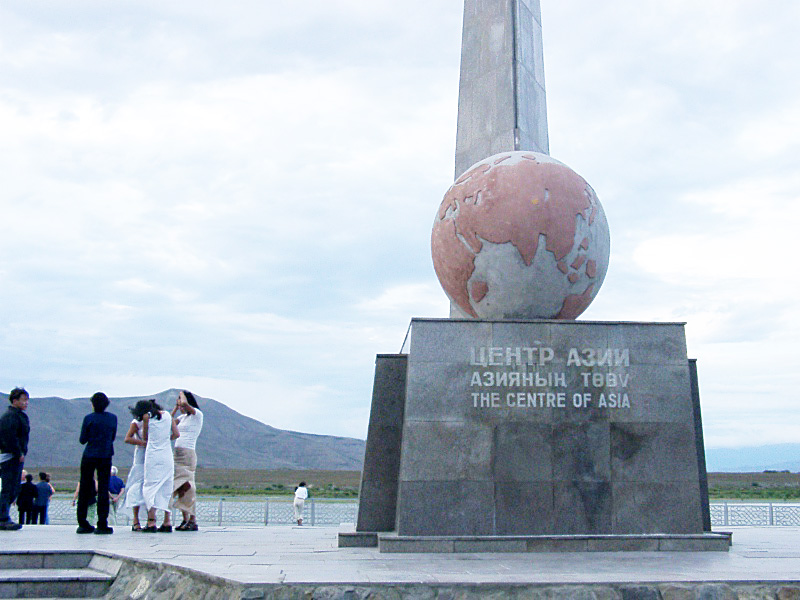
„Střed Asie“

Kyzyl byl založen 1914 jako Bělocarsk, 1918 přejmenován na Chem-Beldyr a 1926 konečně na Kyzyl.

## Poloha
Kyzyl leží v Tuvinské kotlině na soutoku řek Malý Jenisej (Ка-Хем) a Velký Jenisej (Бий-Хем). Většina města i jeho střed se rozkládá na jižním břehu Jeniseje. Žije zde přibližně 116 tisíc obyvatel.

### Střed Asie
Kyzyl bývá někdy pokládán za střed Asie. Je otázka, zda tomu tak je doopravdy. V centru města se na břehu Jeniseje nachází pomník (obelisk) Středu Asie.

## Vedení města
Starostou Kyzylu byl v letech 2002 až 2008 Robert Dermejevič Doržu; od té doby je jím Vladislav Tovariščtajevič Chovalyg.

## Partnerská města
- Cuiabá, Brazílie
- Eren chot, Čína
- Honolulu, Spojené státy americké
- Jakutsk, Rusko
- Rovno, Ukrajina